# Партнерство з розширеними можливостями

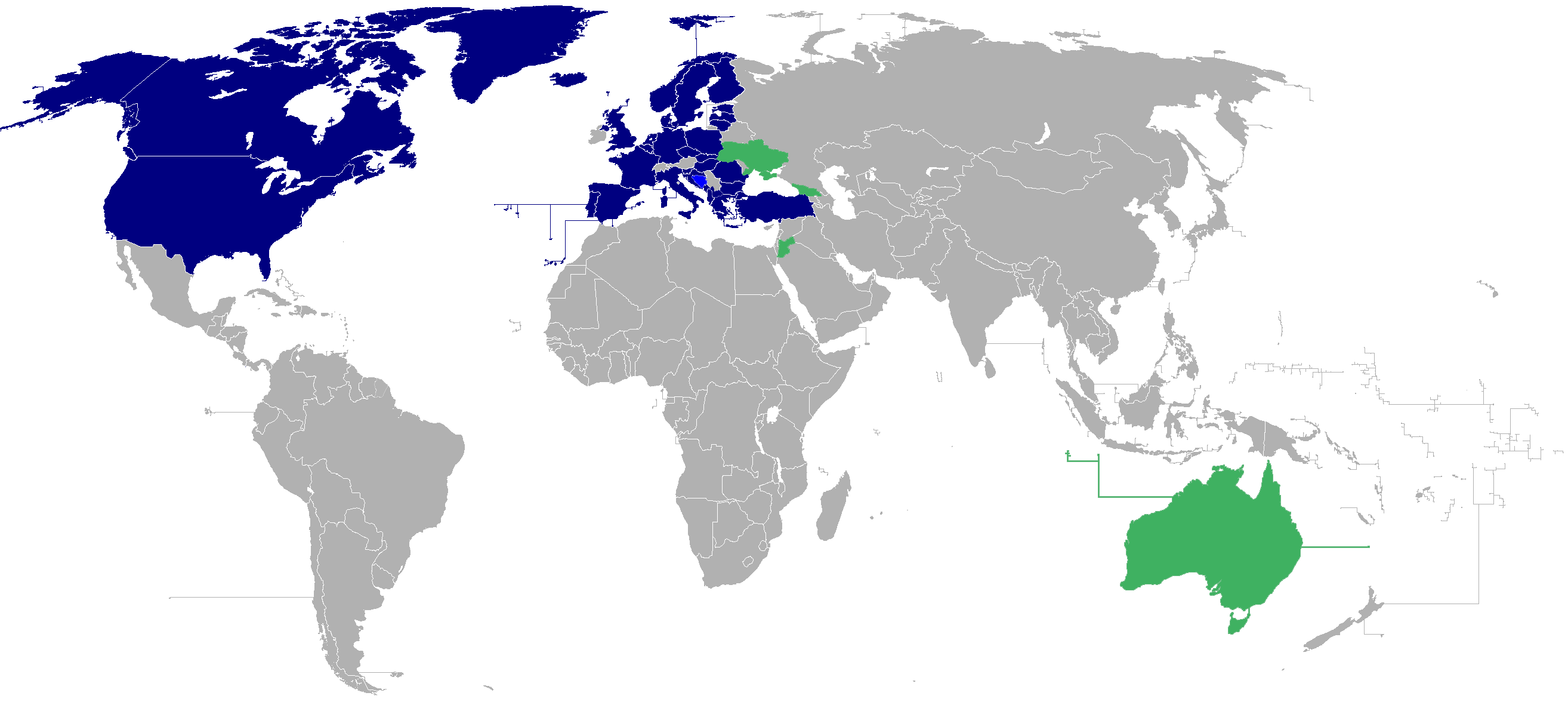
Країни НАТО (темно-синій колір), План дій щодо членства (синій колір), країни «Партнерства з розширеними можливостями» (зелений колір)

Партнерство з розширеними можливостями (англ. Enhanced Opportunity Partnership, EOP) — програма НАТО для посилення сумісності з зацікавленими країнами, що не входять до Альянсу. Вона має на меті підтримувати та поглиблювати співпрацю між союзниками та партнерами, які зробили значний внесок в операції та місії під керівництвом НАТО.

## Місце EOP у зовнішніх відносинах НАТО
Діалог та співпраця із сторонніми країнами та іншими організаціями є основними елементами безпеки НАТО. елементами безпеки НАТО спрямована на інклюзивні, гнучкі та відкриті відносини з державами-партнерами та кількома міжнародними організаціями, такими як Європейський Союз.
1. Альянс має мережу партнерів з трьома різними рамками співпраці:
  - Партнерство заради миру (PFP): найстаріший у НАТО каркас партнерства. Він охоплює більшість країн Європи та Центральної Азії, а також «нейтральних» країн (Швейцарія, Австрія, Фінляндія, Ірландія, Швеція та Мальта);
  - Середземноморський діалог (MD): включає шість арабських націй (Алжир, Єгипет, Йорданія, Мавританія, Марокко, Туніс) та Ізраїль і має на меті зміцнити діалог між НАТО та середземноморськими країнами та сприяти взаємній довірі та співпраці між країнами південного берегу.
  - Стамбульська ініціатива співпраці (ICI) об'єднує чотири країни Перської затоки: Бахрейн, Катар, ОАЕ та Кувейт.
2. НАТО має специфічне партнерство з Україною в рамках Комісії НАТО—Україна (створена в 1997 році) та з Грузією в рамках Комісії НАТО—Грузія (створена в 2008 році).
3. Незаконна анексія Криму Росією та війна в Україні змусили Альянс припинити практичну співпрацю з Росією. Проте, канали дискусій підтримуються в тому числі через Раду НАТО—Росія, з метою сприяти зменшенню ризиків та підвищенню передбачуваності між НАТО та Росією.
Основними темами Ради НАТО-Росія є: ситуація в Україні, пом'якшення ризику в євроатлантичній зоні, ситуація в Афганістані.
4. НАТО підтримує двосторонні відносини з державами, які не підпадають під будь-які конкретні рамки партнерства, проте є стратегічними для Альянсу: «Партнери по всьому світу» (PatG).
5. Шістьом партнерам ( Австралія,  Фінляндія,  Грузія,  Йорданія,  Швеція, а з 12 червня 2020  Україна), які суттєво сприяють операціям НАТО, було запропоновано «Партнерство з розширеними можливостями» (EOP). Ця ініціатива спрямована на посилення сумісності між партнерами та союзниками.
6. Паралельно НАТО підтримує привілейовані відносини з Європейським Союзом, які базуються на двох опорах: з одного боку, стратегічне партнерство між двома організаціями, яке було встановлено 16 грудня 2002 року в спільній декларації НАТО—ЄС про Спільну зовнішню політику та безпеку (CFSP), а з іншого боку, так звані домовленості «Берлін плюс» 2003 року, які дозволяють Альянсу підтримувати військові операції ЄС[en][1].

## Запровадження та суть EOP
На саміті в Уельсі у вересні 2014 року НАТО запустила Ініціативу партнерської взаємодії (англ. Partnership Interoperability Initiative, PII) для підтримання та поглиблення сумісності, яка була розроблена під час операцій та місій під керівництвом НАТО протягом останніх десятиліть.
PII передбачає, що більш глибока сумісність лежить в основі та доповнює тісніші відносини між НАТО та партнерами. Оскільки внесок держав-партнерів у місії та операції НАТО ставали більш масштабними та складними, вони могли б отримали перевагу від більш пристосованих відносин, включаючи:
- регулярні політичні консультації з питань безпеки, в тому числі на рівні міністрів;
- розширений доступ до програм та навчань для взаємодії;
- обмін інформацією, включаючи засвоєний досвід;
- тіснішу асоціацію таких партнерів у кризові періоди та при підготовці операцій[2].

Щоб продемонструвати свою зацікавленість у розвитку партнерських відносин, НАТО прийняла нову ініціативу, відому як Програма розширених можливостей партнерства (EOP). Вона поглиблює співпрацю НАТО з найбільш сумісними партнерами.
В Уельсі EOP була запропонована п'ятьом ключовим партнерам: Австралії, Фінляндії, Грузії, Йорданії та Швеції. Оскільки ці країни відрізняються одна від одної і мають свої власні потреби та цілі в галузі безпеки, союзники погодилися розширити їх шляхи співпраці з Альянсом. Такий диференційований підхід розроблений для того, щоб відповідати інтересам партнерів з Європейського Союзу та НАТО задля їх взаємної вигоди. Союзники також підкреслили, що EOP може одного дня вийти за рамки перших п'яти держав, позаяк інші кваліфіковані країни-партнери виявлятимуть інтерес. Таким чином, EOP слід розглядати як специфічний статус.
На думку фінського дипломата, високопосадовця і наукового дослідника Паулі Ярвенпяя, створення Програми було також визнанням того, що в НАТО «один розмір підходить не всім». Учасники НАТО вважають, що вибрані партнери заслужено претендують на ексклюзивні, індивідуально налаштовані відносин з Альянсом. Через Програму відкривається новий та корисний напрямок їх співпраці.

## Країни— учасниці EOP
Статус EOP має різні наслідки для кожної країни, і загальна рамка імплементації Програми ще не застосовувалася.

### Австралія
Пріоритети в обороні
- Кібербезпека та підривні кібертехнології
- Контртероризм
- Безпека та свобода судноплавства на морських маршрутах Південносхідної Азії

Відповідно до Білої книги оборони за 2016 рік, країна ділиться з членами НАТО підходами до визначальних проблем, таких як кібербезпека, антитероризм, безпека в Індо-Тихоокеанському регіоні та відносини з Китаєм. Очікується обмін найкращими практиками, обмін розвідувальною інформацією та спільні зусилля щодо просування цивільно-військового підходу до управління конфліктами. Крім того, австралійський уряд підтвердив своє зобов'язання збільшити оборонний бюджет до 2 % ВВП протягом десятиліття, відповідно до керівних принципів НАТО щодо оборонних витрат, встановлених на саміті в Уельсі. Австралія проводить військово-морську програму модернізації завдяки найбільшому оборонному інвестуванню в історії країни.

### Фінляндія(до набуття членства 4 квітня 2023)
Пріоритети в обороні
- Безпека Балтійського моря
- Посилення співробітництва в галузі безпеки як на двосторонньому (Швеція, США), так і на регіональному рівнях (ЄС, НАТО, NORDEFCO)

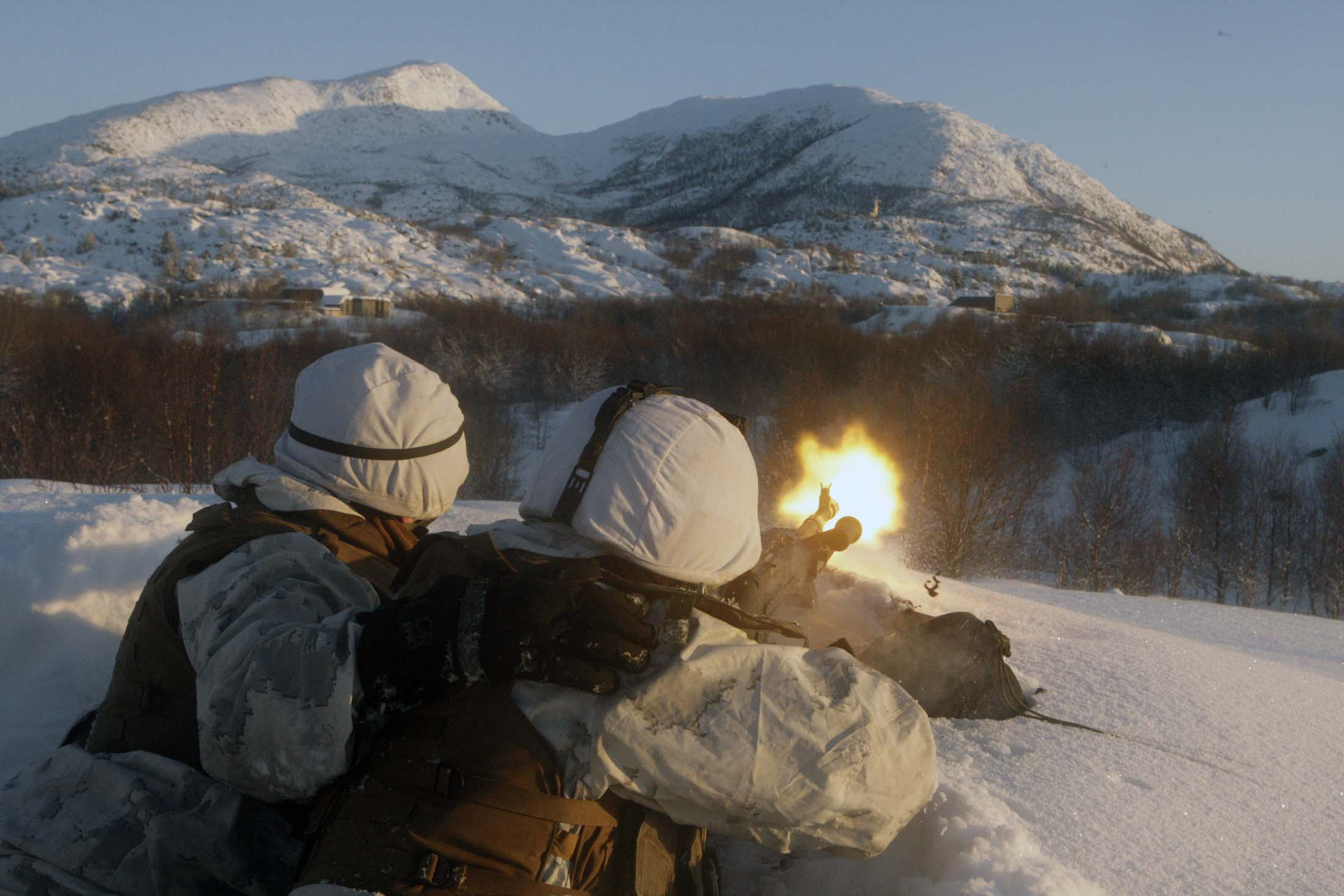
Американські солдати на навчаннях Cold Response 2010 у Фінляндії

Фінський уряд має широке відчуття вразливості безпеки країни через «нехтування Росією встановленою системою норм». Тісніша співпраця між НАТО, Фінляндією та Швецією є тривалим процесом, який триватиме на постійній основі, спираючись на меморандум про взаєморозуміння, підписаний у 2014 році. Очікується створення органу для регулярних консультацій з питань безпеки Балтійського моря та подальшого включення двох партнерів у розширені сили реагування НАТО.

### Грузія
Пріоритети в обороні
- Взаємовідносини з Росією та тривала мілітаризація окупованих територій Абхазії та Південної Осетії
- Цивільні та військові реформи щодо членства в НАТО

НАТО підтримує процес реформ Грузії у рамках спільних зусиль щодо членства. У 2015 році був відкритий Спільний центр навчання та оцінювання НАТО-Грузія (JTEC): він буде здійснювати підготовку грузинських військових частин та розширювати співробітництво в галузі безпеки. НАТО і Грузія підписали пакет домовленостей (SNGP) на 2016 рік, включаючи підтримку 13 галузей оборони та безпеки. Умови прийняття Грузії до НАТО все ще невизначені, і деякі союзники скептично ставляться до наслідків, зокрема, у зовнішній політиці Росії. Відсутність територіальної цілісності Грузії також залишається проблемою. Попри все, вступ до НАТО вважається найкращим способом стримувати подальшу російську агресію проти грузинської території.

### Йорданія
Пріоритети в обороні
- Регіональна стабільність та контртероризм
- Криза біженців[en]: сирійські біженці в Йорданії[en] наразі становлять близько 1,4 мільйона, тобто 13 % всього населення

Північноатлантична рада погодилась акредитувати Посольство Йорданського Хашимітського Королівства в Бельгії як Місію при НАТО, останній крок в історії стабільної співпраці між Йорданією та НАТО. Альянс може додатково скористатися партнерством з Йорданією, країною, яка історично вважалася надійним партнером НАТО та ЄС у Середземномор'ї. Тристороння співпраця в галузі безпеки може сприяти зміцненню сумісності між НАТО та ЄС на південній європейській периферії. Зі свого боку, Йорданія могла б отримати користь від підтримки НАТО у досягненні кількох цілей, від посилення кіберстійкості до боротьби з постійним потоком біженців, що приїжджають із Сирії. Йорданія виступає за впровадження гуманітарної безпечної зони на кордоні з Сирією.

### Швеція
Пріоритети в обороні

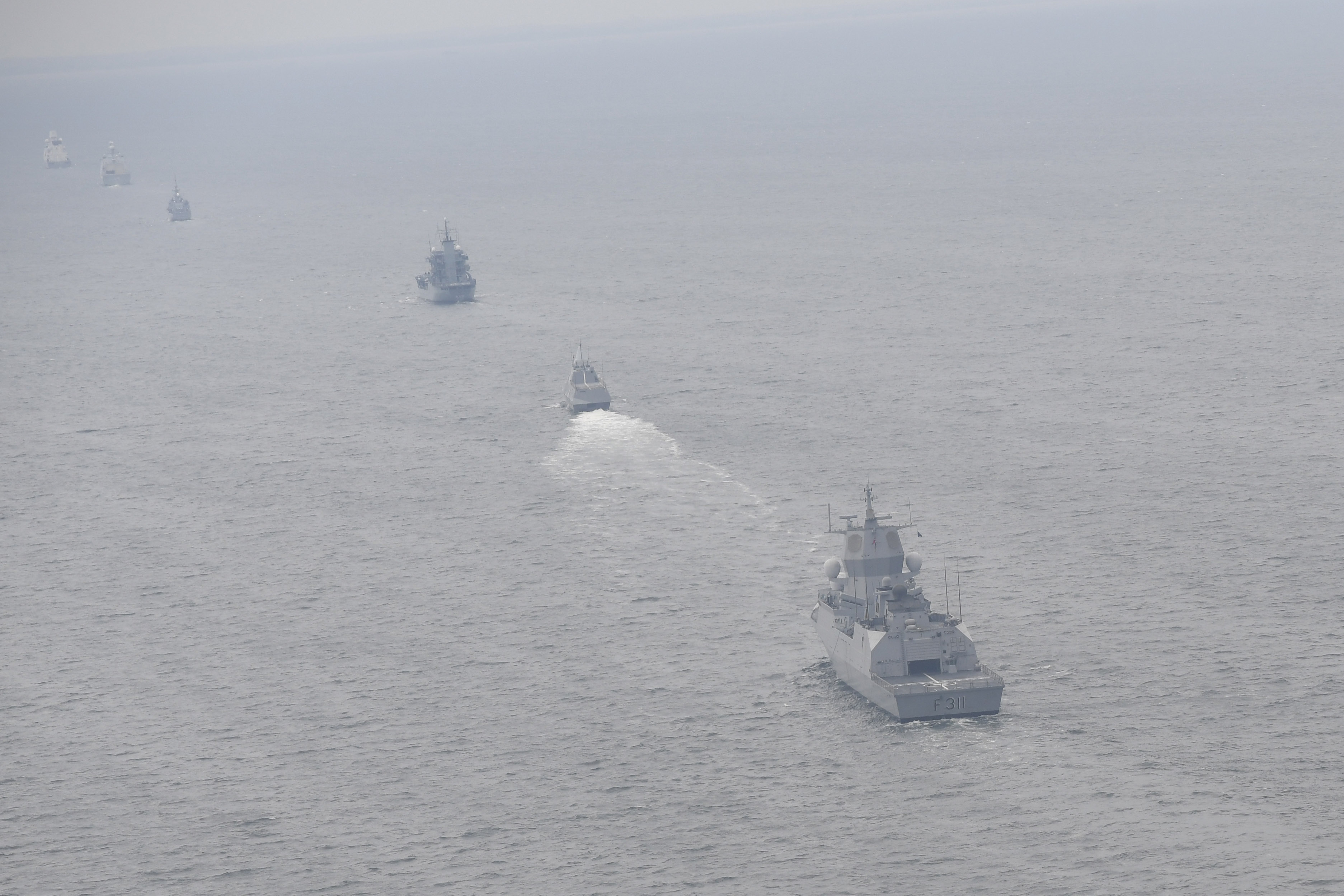
Навчання BALTOPS 17 у Балтійському морі

- Безпека Балтійського моря: Швеція впровадить постійну військову присутність на острові[en] Готланд
- Посилення співробітництва в галузі безпеки як на двосторонньому (Фінляндія, США), так і на регіональному рівнях (ЄС, НАТО, NORDEFCO)

Безпека Балтійського моря лежить в основі співпраці Швеції та НАТО. Зі свого боку, НАТО має виробити стратегічний кругозір для регіону Балтії та посилити свою присутність на території нових членів. Союзники повинні враховувати засновницький акт НАТО—Росія 1997 року, який забороняє розміщення постійних військ НАТО на російських кордонах, а також боротися з наявністю російських A2/AD у Калінінграді. З іншого боку, Швеція прагне подальшої співпраці з НАТО в галузі колективної оборони та стримування, зберігаючи при цьому свій невійськовий статус. Швеція хоче бути залученою щоразу, коли організація обговорює нові ініціативи в регіоні Балтії, брати участь у передових навчаннях у сусідніх країнах та регулярно проводити політичні консультації з питань регіональної безпеки.

### Україна
Пріоритети в обороні
- досягти у максимально стислі строки достатньої взаємосумісності Збройних Сил України та інших складових сектору безпеки і оборони з відповідними структурами держав Альянсу;
- суттєво активізувати реформи з метою досягнення відповідності критеріям членства в НАТО у рамках імплементації річних національних програм під егідою Комісії Україна—НАТО;
- отримати запрошення та приєднатися до Плану дій щодо членства в НАТО[5].

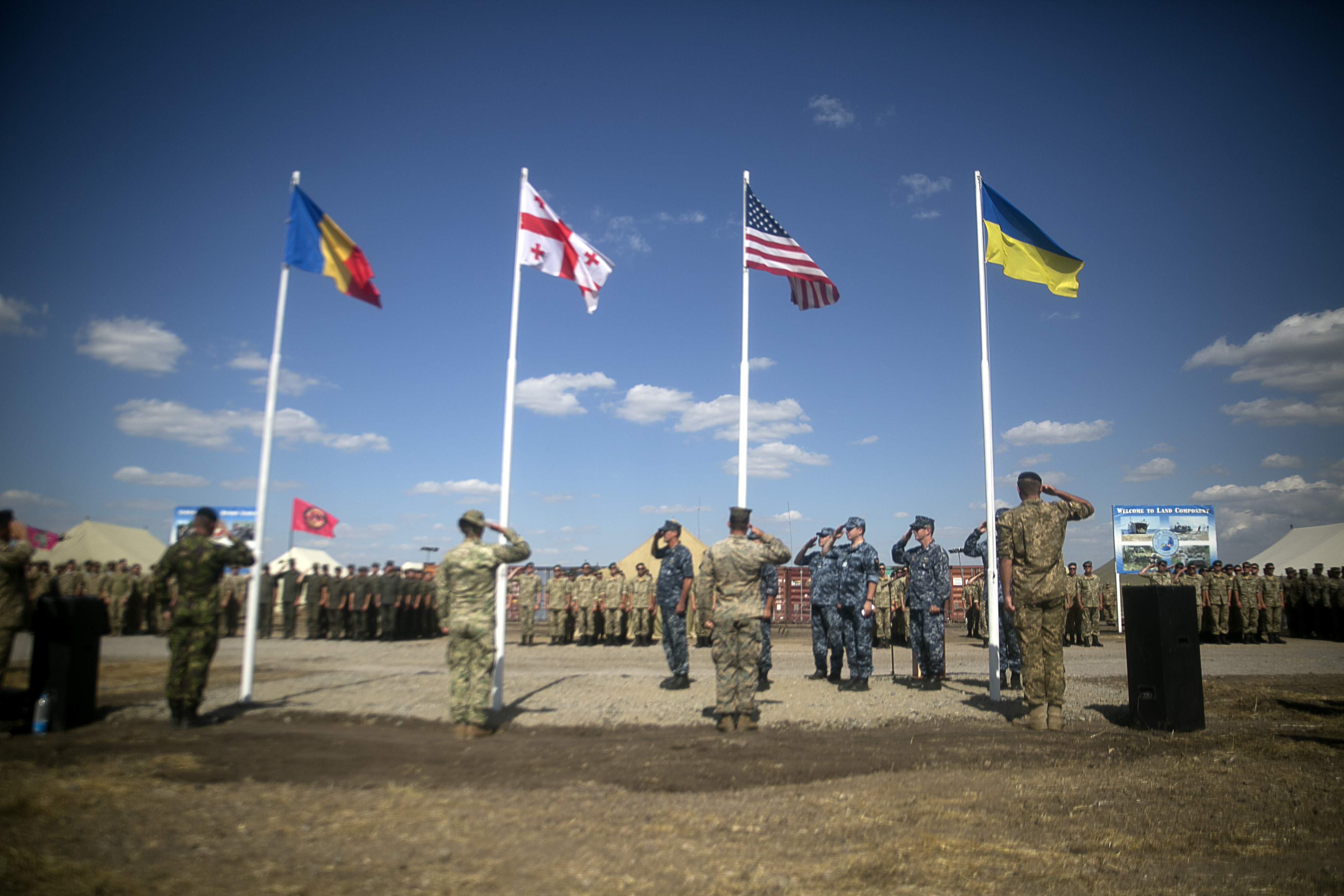
Міжнародні морські військові навчання «Сі Бриз — 2017»

Статус ЕОР, наданий 12 червня 2020 року, відкриває нові формати військово-політичного діалогу та консультацій, ширшого доступу до програм взаємосумісності і навчань, у тому числі до навчань за тематикою Статті 5 Північноатлантичного договору, які відкриті лише для держав-членів і учасників цієї Програми. Наразі[коли?] Україна бере участь в операціях Альянсу в Афганістані і Косово, а також робить внесок до Сил реагування НАТО, активно залучається до різноманітних військових навчань. Водночас, держава-партнер з цим статусом може бути попередньо визнана потенційним учасником майбутніх операцій Альянсу, що надає її представникам доступ до механізму кризових консультацій та оперативного планування на його ранніх стадіях. Важливим є розширення можливостей проходження служби представниками Збройних Сил України на штатних посадах у багатонаціональних органах військового управління Альянсу, а також відкриття доступу до інформаційно-аналітичних матеріалів та інформації спеціального характеру.
Статус України як партнера з розширеними можливостями не визначає заздалегідь (англ. does not prejudge) жодних рішень щодо членства в НАТО.

## Публікації
- Cottey, Andrew. «NATO's Partnerships.» The European Neutrals and NATO. Palgrave Macmillan, London, 2018. 45-72.
- Cottey, Andrew. «The Europe Neutrals and NATO: Future Prospects.» The European Neutrals and NATO. Palgrave Macmillan, London, 2018. 211—229.
- Kaim, Markus. «Reforming NATO's partnerships.» (2017): 23.
- Niglia, Alessandro, ed. Critical Infrastructure Protection Against Hybrid Warfare Security Related Challenges. Vol. 46. IOS Press, 2016.
- Wellings, Ben, et al. «Narrative alignment and misalignment: NATO as a global actor as seen from Australia and New Zealand.» Asian Security 14.1 (2018): 24-37.
- Wieslander, Anna. «„Extended Cooperative Security“ in the Baltic Sea Region.» The Polish Quarterly of International Affairs 25.1 (2016): 134—144.
- Wieslander, Anna. NATO, the US and Baltic Sea Security. Swedish Institute of International Affairs, 2016.